# پاسکال گرگوری
پاسکال گرگوری (فرانسوی: Pascal Greggory‎؛ زادهٔ ۸ سپتامبر ۱۹۵۴) یک هنرپیشه اهل فرانسه است. وی از سال ۱۹۷۴ میلادی تاکنون مشغول فعالیت بوده‌است.
از فیلم‌ها یا برنامه‌های تلویزیونی که وی در آن نقش داشته است می‌توان به زندگی گلگون، ملکه مارگو، آرسن لوپن، پیام‌آور: داستان ژاندارک، لانه، برادر او، ۲۴ ساعت در زندگی یک زن، زمان دوباره به دست آمد، ژان دو باری و وفاداری اشاره کرد.
وی همچنین برنده جوایزی همچون لژیون دونور (شوالیه) شده است.